# VakıfBank SK

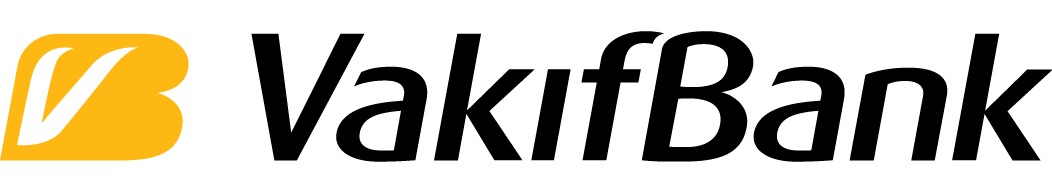
Sponsor klubu

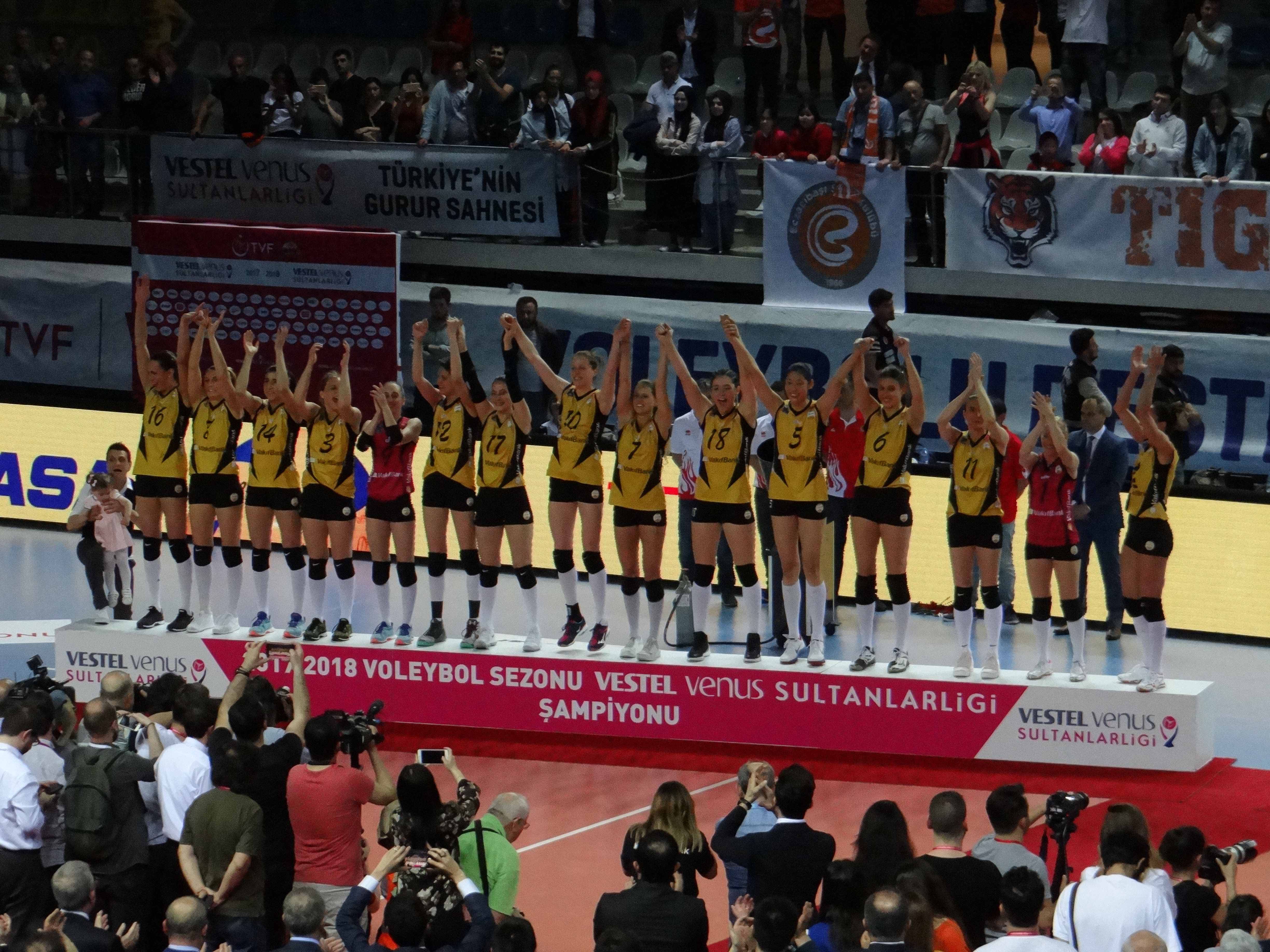
Zawodniczki VakıfBanku SK Mistrzyniami Turcji w sezonie 2017/2018

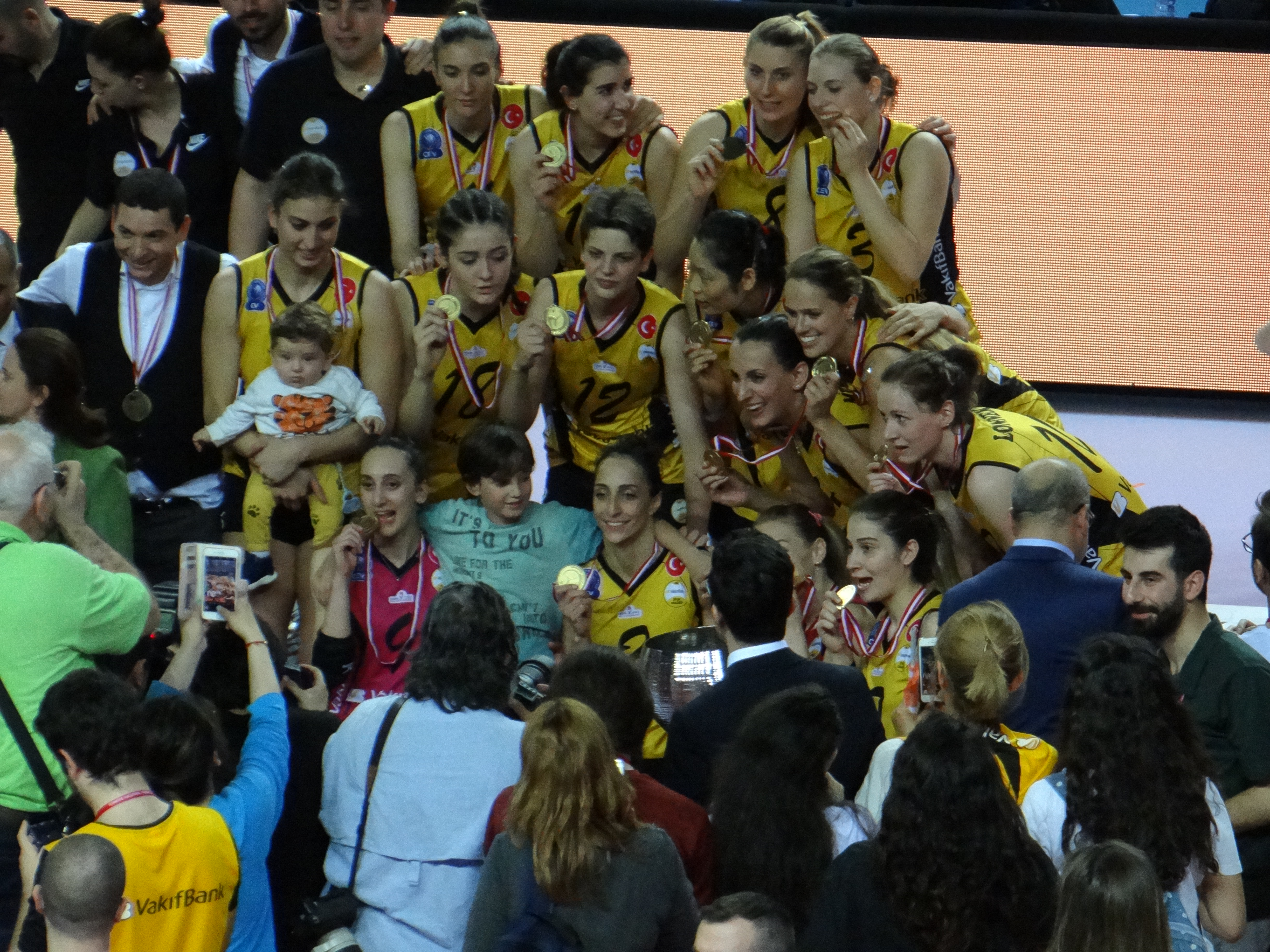
Zawodniczki VakıfBanku SK Mistrzyniami Turcji w sezonie 2017/2018

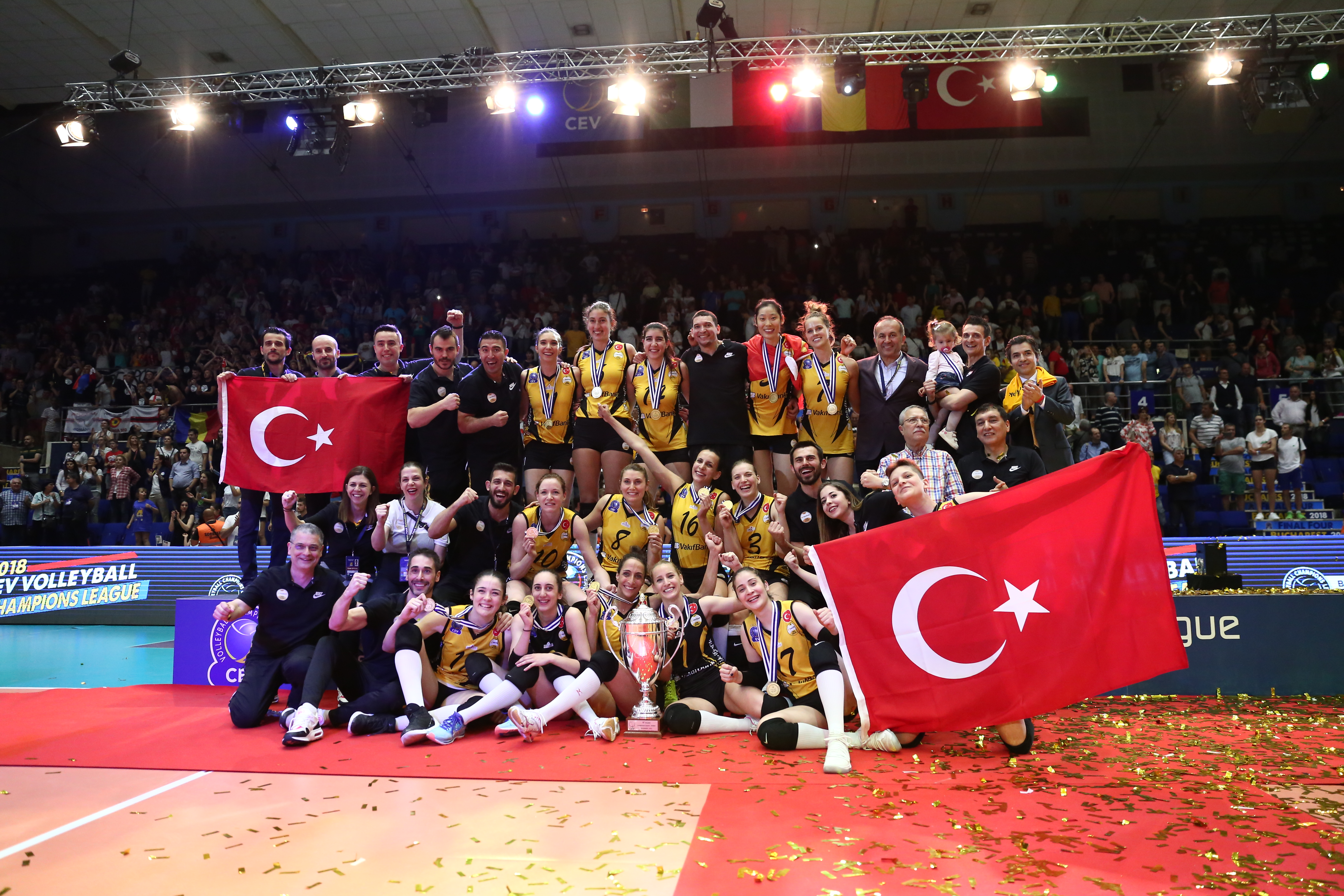
Zawodniczki VakıfBanku SK złotymi medalistkami Ligi Mistrzyń w sezonie 2017/2018

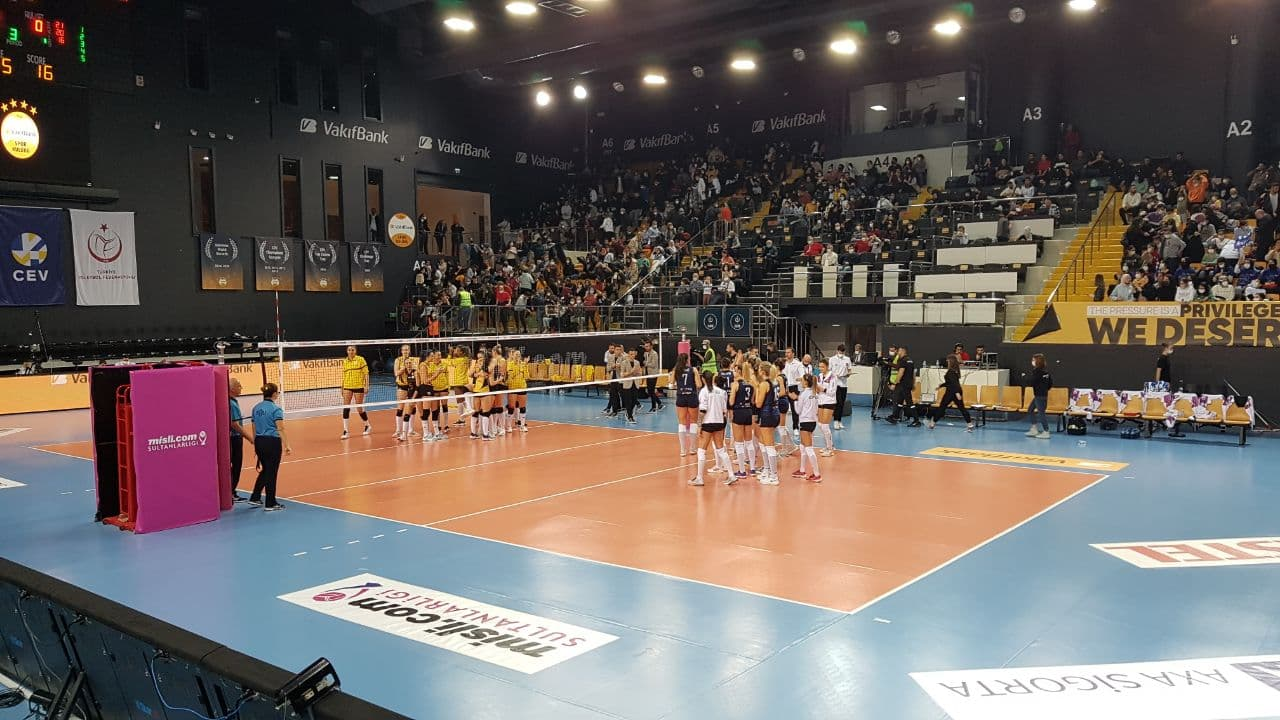
Vakıfbank Spor Sarayı. Hala, w której zawodniczki VakıfBanku SK rozgrywają swoje mecze domowe

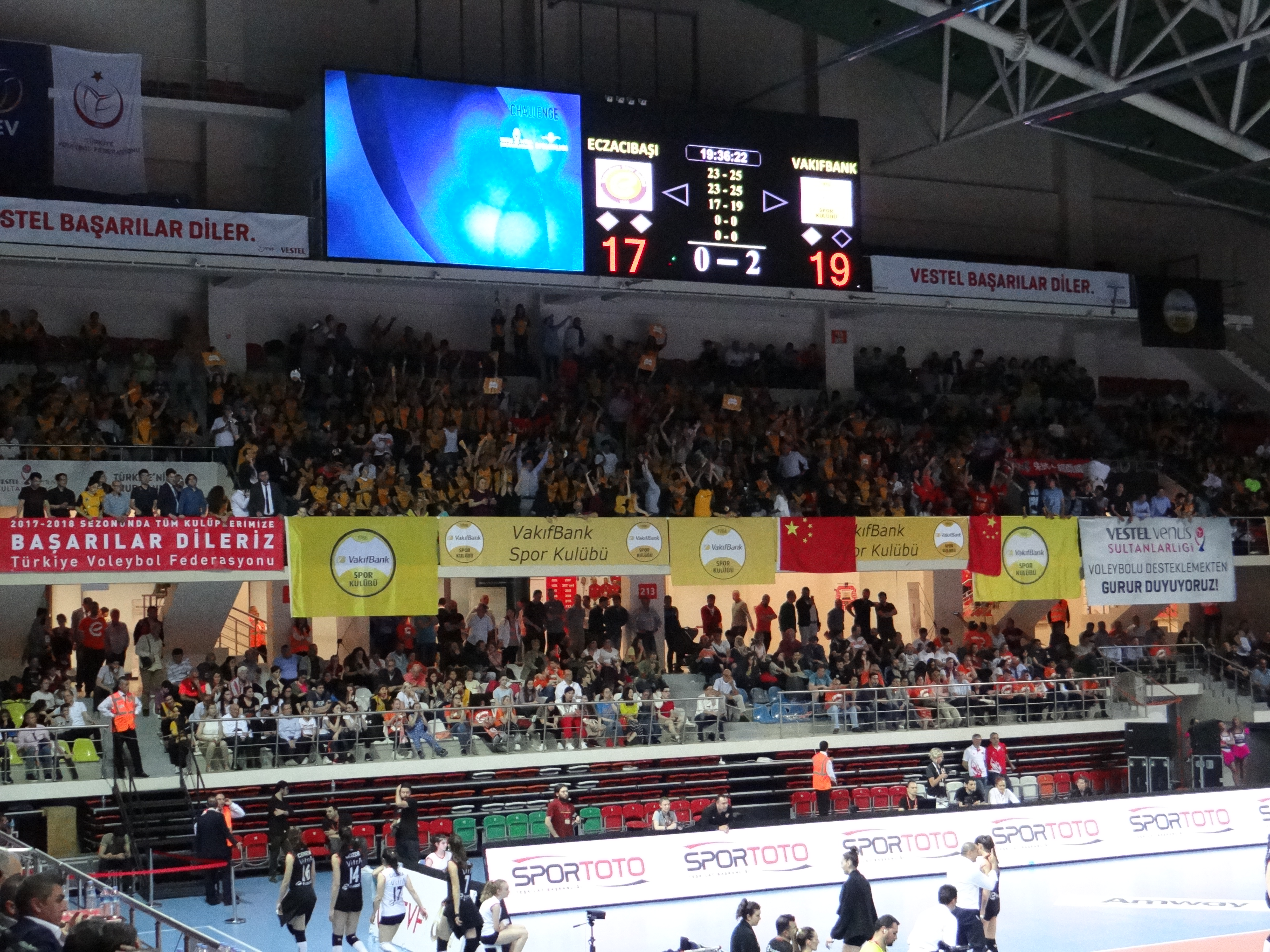
Klub kibica VakıfBanku SK

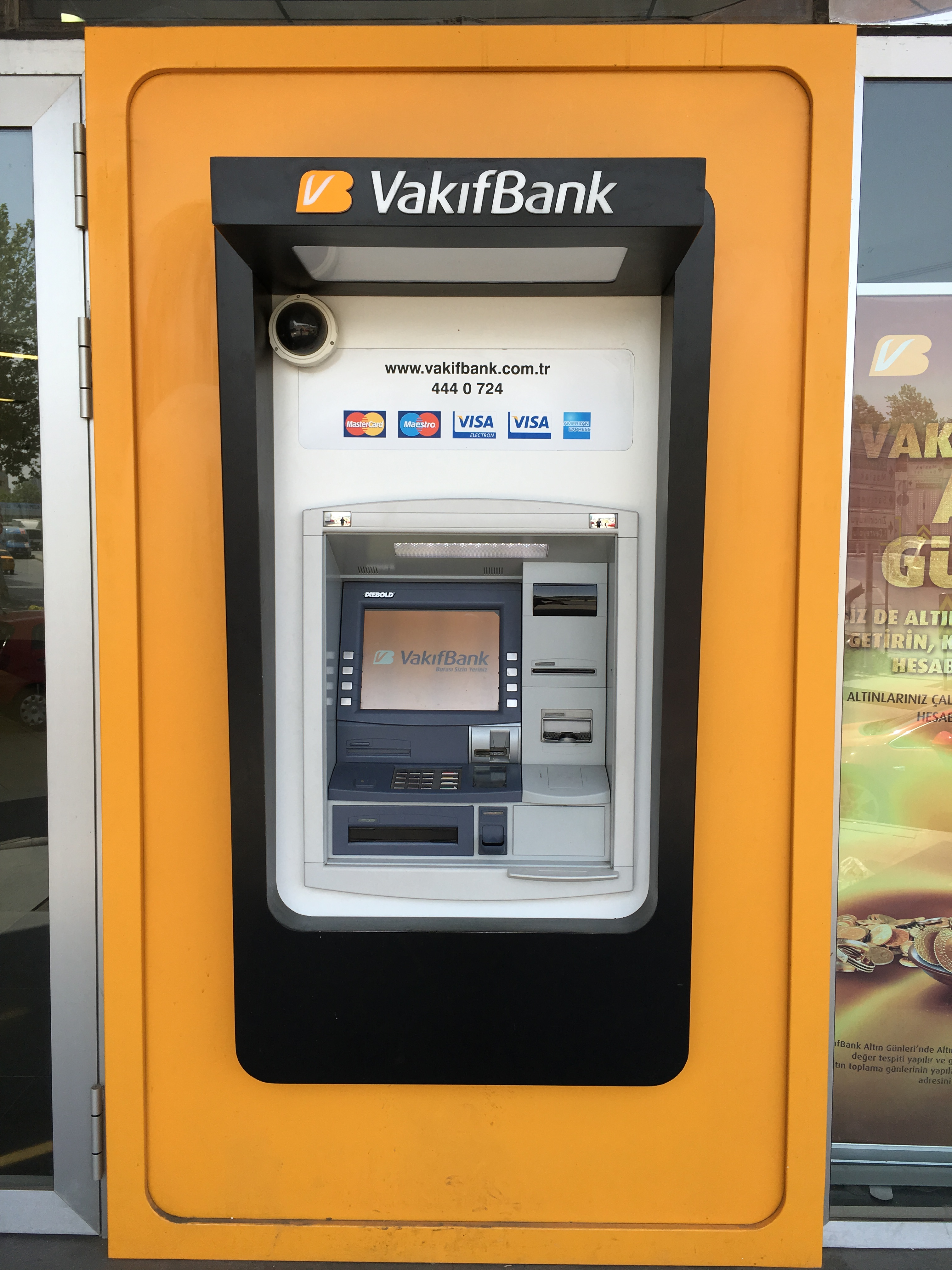
Bankomat

VakifBank SK – żeński klub siatkarski z Turcji. Został założony w 1986 roku w Ankarze, zaś w 2000 roku klub zaczął swoją działalność w Stambule.
W latach 1996–1999 trenerem był tu Andrzej Niemczyk. W sezonie 2005/2006 barw klubu broniła Polka Marta Solipiwko, a od sezonu 2010/2011 do sezonu 2012/2013 występowała w tym klubie Małgorzata Glinka-Mogentale.
1 czerwca 2000 roku w wyniku połączenia drużyny z Ankary VakıfBanku SK i drużyny Güneş Sigorta SK ze Stambułu klub zmienił nazwę VakıfBank Güneş Sigorta SK.
W sezonie 2012/2013 zawodniczki VakıfBanku Stambuł osiągnęły rekordowy wyczyn w klubowej siatkówce. Turecki zespół w przeciągu całego sezonu rozegrał 73 meczów i wygrał wszystkie, nie mając żadnej przegranej. Triumfował we wszystkich trzech rozgrywkach w których uczestniczył - w Pucharze Turcji, Mistrzostwach Turcji i w Lidze Mistrzyń. Lecz 21 listopada 2021 roku ich rekord został pobity przez włoski klub Imoco Volley Conegliano.

## Nazwy klubu
- 1988-1989 VakıfBank Rutospor SK
- 1989-2000 VakıfBank Ankara
- 2000-2009 VakıfBank Güneş Sigorta SK
- 2009-2011 VakıfBank Güneş Sigorta Türk Telekom SK
- 2011-2012 VakıfBank Türk Telekom SK
- 2012- VakıfBank SK

## Sukcesy
Puchar CEV:
- 1991, 1992

Mistrzostwo Turcji:
- 1992, 1997, 1998, 2004, 2005, 2013, 2014, 2016, 2018, 2019, 2021, 2022[3], 2025[4]
- 1995, 2001, 2002, 2003, 2006, 2009, 2010, 2011, 2012, 2015
- 1991, 1993, 1999, 2000, 2017, 2023[5], 2024[6]

Puchar Turcji:
- 1995, 1997, 1998, 2013, 2014, 2018, 2021, 2022[7], 2023[8]

Puchar Europy Mistrzyń Krajowych:
- 1998, 1999

Puchar Top Teams:
- 2004

Puchar Challenge:
- 2008

Liga Mistrzyń:
- 2011, 2013, 2017, 2018, 2022, 2023[9]
- 2014, 2016, 2021
- 2015

Klubowe Mistrzostwa Świata:
- 2013, 2017, 2018, 2021
- 2011, 2022[10], 2023[11]
- 2016, 2019

Superpuchar Turcji:
- 2013, 2014, 2017, 2021, 2023[12]

### Polki w klubie
| Lata gry  | Imię i nazwisko             |
| --------- | --------------------------- |
| 2005-2006 | Marta Solipiwko             |
| 2010-2013 | Małgorzata Glinka-Mogentale |

## Kadra zawodnicza

### Sezon 2025/2026[13]
| Nr                     | Imię i nazwisko          | Data ur. | Wzrost | Pozycja      |
| ---------------------- | ------------------------ | -------- | ------ | ------------ |
| 3                      | Cansu Özbay              | 1996     | 182    | rozgrywająca |
| 5                      | Ayça Aykaç               | 1996     | 175    | libero       |
| 11                     | Sıla Çalışkan            | 1996     | 183    | rozgrywająca |
| 15                     | Deniz Uyanık             | 2001     | 193    | środkowa     |
| 16                     | Aylin Acar               | 1995     | 169    | libero       |
| 17                     | Derya Cebecioğlu         | 2000     | 185    | przyjmująca  |
| 18                     | Zehra Güneş              | 1999     | 203    | środkowa     |
| 23                     | Marina Markowa           | 2001     | 199    | przyjmująca  |
| Potwierdzone transfery |                          |          |        |              |
|                        | Tijana Bošković          | 1997     | 194    | atakująca    |
|                        | Katarina Dangubić        | 1999     | 182    | przyjmująca  |
|                        | Chiaka Ogbogu            | 1995     | 188    | środkowa     |
|                        | Héléna Cazaute           | 1997     | 184    | przyjmująca  |
|                        | Lorenne Geraldo Teixeira | 1996     | 187    | atakująca    |
|                        | Berka Buse Özden         | 2004     | 182    | środkowa     |

### Sezon 2024/2025
| Nr | Imię i nazwisko   | Data ur. | Wzrost | Pozycja      |
| -- | ----------------- | -------- | ------ | ------------ |
| 1  | Alexandra Frantti | 1996     | 185    | przyjmująca  |
| 3  | Cansu Özbay       | 1996     | 182    | rozgrywająca |
| 4  | Ilayda Naz Gergef | 2006     | 174    | libero       |
| 5  | Ayça Aykaç        | 1996     | 175    | libero       |
| 7  | Kiera Van Ryk     | 1999     | 189    | atakująca    |
| 9  | Caterina Bosetti  | 1994     | 180    | przyjmująca  |
| 10 | Kendall Kipp      | 2000     | 196    | atakująca    |
| 11 | Sıla Çalışkan     | 1996     | 183    | rozgrywająca |
| 12 | Yuan Xinyue       | 1996     | 201    | środkowa     |
| 15 | Deniz Uyanık      | 2001     | 193    | środkowa     |
| 16 | Aylin Acar        | 1995     | 169    | libero       |
| 17 | Derya Cebecioğlu  | 2000     | 185    | przyjmująca  |
| 18 | Zehra Güneş       | 1999     | 203    | środkowa     |
| 21 | Bahar Akbay       | 1998     | 196    | środkowa     |
| 22 | Selin Yener       | 2009     | 177    | rozgrywająca |
| 23 | Marina Markowa    | 2001     | 199    | przyjmująca  |

### Sezon 2023/2024
| Nr | Imię i nazwisko                  | Data ur. | Wzrost | Pozycja      |
| -- | -------------------------------- | -------- | ------ | ------------ |
| 1  | Alexandra Frantti                | 1996     | 185    | przyjmująca  |
| 3  | Cansu Özbay                      | 1996     | 182    | rozgrywająca |
| 4  | Karmen Aksoy (do 03.11.2023)     | 2003     | 192    | środkowa     |
| 5  | Ayça Aykaç                       | 1996     | 175    | libero       |
| 6  | Begüm Kaçmaz                     | 2007     | 187    | środkowa     |
| 7  | Chiaka Ogbogu                    | 1995     | 188    | środkowa     |
| 10 | Gabi                             | 1994     | 180    | przyjmująca  |
| 11 | İdil Naz Başcan (do 26.01.2024)  | 1999     | 185    | przyjmująca  |
| 12 | Bianka Buša                      | 1994     | 188    | przyjmująca  |
| 13 | Zeynep Sude Demirel              | 2000     | 198    | środkowa     |
| 14 | Alexia Căruțașu                  | 2003     | 188    | atakująca    |
| 16 | Aylin Acar                       | 1995     | 169    | libero       |
| 17 | Derya Cebecioğlu (od 27.01.2024) | 2000     | 185    | przyjmująca  |
| 18 | Zehra Güneş                      | 1999     | 203    | środkowa     |
| 20 | Sarah van Aalen                  | 2000     | 185    | rozgrywająca |
| 21 | Bahar Akbay                      | 1998     | 196    | środkowa     |
| 23 | Jordan Thompson                  | 1997     | 193    | atakująca    |

### Sezon 2022/2023
| Nr | Imię i nazwisko  | Data ur. | Wzrost | Pozycja      |
| -- | ---------------- | -------- | ------ | ------------ |
| 3  | Cansu Özbay      | 1996     | 182    | rozgrywająca |
| 5  | Ayça Aykaç       | 1996     | 175    | libero       |
| 6  | Kübra Caliskan   | 1994     | 197    | środkowa     |
| 7  | Chiaka Ogbogu    | 1995     | 188    | środkowa     |
| 8  | Paola Egonu      | 1998     | 190    | atakująca    |
| 10 | Gabi             | 1994     | 180    | przyjmująca  |
| 13 | Buket Gülübay    | 1999     | 186    | rozgrywająca |
| 14 | Alexia Căruțașu  | 2003     | 188    | atakująca    |
| 15 | Kara Bajema      | 1998     | 188    | przyjmująca  |
| 16 | Aylin Acar       | 1995     | 169    | libero       |
| 17 | Derya Cebecioğlu | 2000     | 185    | przyjmująca  |
| 18 | Zehra Güneş      | 1999     | 194    | środkowa     |
| 19 | Nika Daalderop   | 1998     | 189    | przyjmująca  |
| 21 | Bahar Akbay      | 1998     | 196    | środkowa     |

### Sezon 2021/2022
| Nr | Imię i nazwisko          | Data ur. | Wzrost | Pozycja      |
| -- | ------------------------ | -------- | ------ | ------------ |
| 1  | Buket Gülübay            | 1999     | 186    | rozgrywająca |
| 3  | Cansu Özbay              | 1996     | 182    | rozgrywająca |
| 4  | Tuğba Şenoğlu            | 1998     | 184    | przyjmująca  |
| 5  | Ayça Aykaç               | 1996     | 175    | libero       |
| 6  | Kübra Caliskan           | 1994     | 197    | środkowa     |
| 7  | Chiaka Ogbogu            | 1995     | 188    | środkowa     |
| 8  | Ayşe Melis Gürkaynak     | 1990     | 184    | środkowa     |
| 10 | Gabi                     | 1994     | 180    | przyjmująca  |
| 11 | Isabelle Haak            | 1999     | 194    | atakująca    |
| 12 | Karmen Aksoy             | 2003     | 190    | środkowa     |
| 13 | Meryem Boz Çalık         | 1988     | 194    | atakująca    |
| 14 | Michelle Bartsch-Hackley | 1990     | 193    | przyjmująca  |
| 16 | Aylin Sarioğlu           | 1995     | 169    | libero       |
| 17 | Derya Cebecioğlu         | 2000     | 185    | przyjmująca  |
| 18 | Zehra Güneş              | 1999     | 194    | środkowa     |

### Sezon 2020/2021
| Nr | Imię i nazwisko          | Data ur. | Wzrost | Pozycja      |
| -- | ------------------------ | -------- | ------ | ------------ |
| 1  | Hatice Gizem Örge        | 1993     | 170    | libero       |
| 3  | Cansu Özbay              | 1996     | 182    | rozgrywająca |
| 4  | Tuğba Şenoğlu            | 1998     | 184    | przyjmująca  |
| 5  | Ayça Aykaç               | 1996     | 175    | libero       |
| 6  | Kübra Caliskan           | 1994     | 197    | środkowa     |
| 8  | Ayşe Melis Gürkaynak     | 1990     | 184    | środkowa     |
| 9  | Meliha İsmailoğlu        | 1993     | 188    | przyjmująca  |
| 10 | Gabi                     | 1994     | 180    | przyjmująca  |
| 11 | Isabelle Haak            | 1999     | 194    | atakująca    |
| 13 | Michelle Bartsch-Hackley | 1990     | 193    | przyjmująca  |
| 14 | Gözde Yılmaz             | 1991     | 195    | atakująca    |
| 16 | Milena Rašić             | 1990     | 193    | środkowa     |
| 17 | Maja Ognjenović          | 1984     | 183    | rozgrywająca |
| 18 | Zehra Güneş              | 1999     | 194    | środkowa     |

### Sezon 2019/2020
| Nr | Imię i nazwisko                          | Data ur. | Wzrost | Pozycja      |
| -- | ---------------------------------------- | -------- | ------ | ------------ |
| 1  | Hatice Gizem Örge                        | 1993     | 170    | libero       |
| 3  | Cansu Özbay                              | 1996     | 182    | rozgrywająca |
| 6  | Kübra Caliskan                           | 1994     | 197    | środkowa     |
| 8  | Ayşe Melis Gürkaynak                     | 1990     | 184    | środkowa     |
| 9  | Meliha İsmailoğlu                        | 1993     | 188    | przyjmująca  |
| 10 | Gabi                                     | 1994     | 180    | przyjmująca  |
| 11 | Isabelle Haak                            | 1999     | 194    | atakująca    |
| 12 | Pınar Eren                               | 1986     | 170    | libero       |
| 13 | Michelle Bartsch-Hackley (od 19.01.2020) | 1990     | 193    | przyjmująca  |
| 14 | Gözde Yılmaz                             | 1991     | 195    | atakująca    |
| 15 | Ebrar Karakurt                           | 2000     | 195    | przyjmująca  |
| 16 | Milena Rašić                             | 1990     | 193    | środkowa     |
| 17 | Maja Ognjenović                          | 1984     | 183    | rozgrywająca |
| 18 | Zehra Güneş                              | 1999     | 194    | środkowa     |

### Sezon 2018/2019
| Nr | Imię i nazwisko      | Data ur. | Wzrost | Pozycja      |
| -- | -------------------- | -------- | ------ | ------------ |
| 1  | Hatice Gizem Örge    | 1993     | 170    | libero       |
| 3  | Cansu Özbay          | 1996     | 182    | rozgrywająca |
| 5  | Zhu Ting             | 1994     | 195    | przyjmująca  |
| 6  | Kübra Caliskan       | 1994     | 197    | środkowa     |
| 7  | Kelsey Robinson      | 1992     | 188    | przyjmująca  |
| 8  | Ayşe Melis Gürkaynak | 1990     | 184    | środkowa     |
| 9  | Ayça Aykaç           | 1996     | 175    | libero       |
| 10 | Lonneke Slöetjes     | 1990     | 192    | atakująca    |
| 11 | Buket Gülübay        | 1999     | 182    | rozgrywająca |
| 12 | Derya Cebecioğlu     | 2000     | 185    | przyjmująca  |
| 13 | Chiara Di Iulio      | 1985     | 184    | przyjmująca  |
| 15 | Ebrar Karakurt       | 2000     | 195    | atakująca    |
| 16 | Milena Rašić         | 1990     | 193    | środkowa     |
| 17 | Tuğba Şenoğlu        | 1998     | 184    | przyjmująca  |
| 18 | Zehra Güneş          | 1999     | 194    | środkowa     |

### Sezon 2017/2018

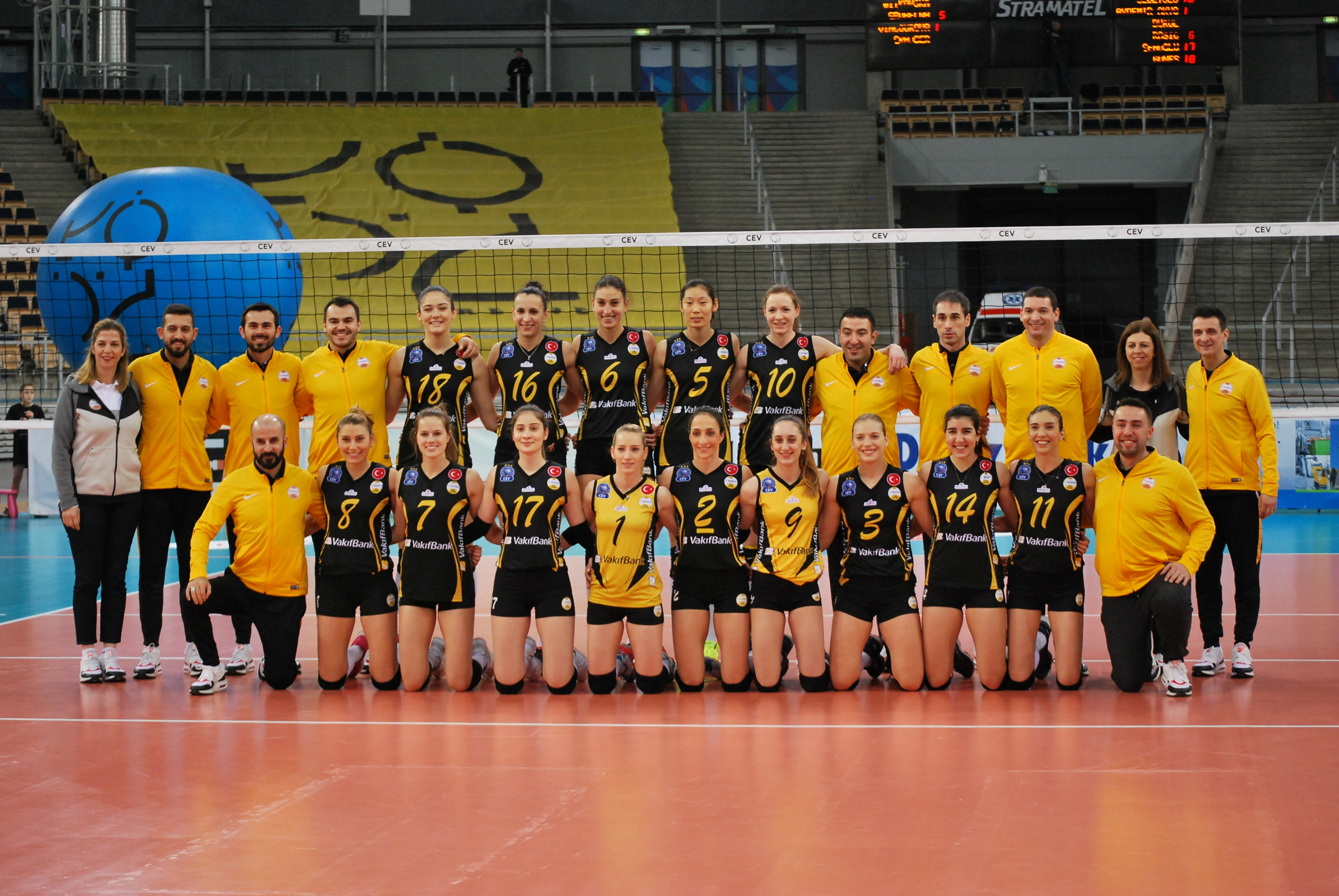
Zawodniczki VakıfBanku SK w sezonie 2017/2018

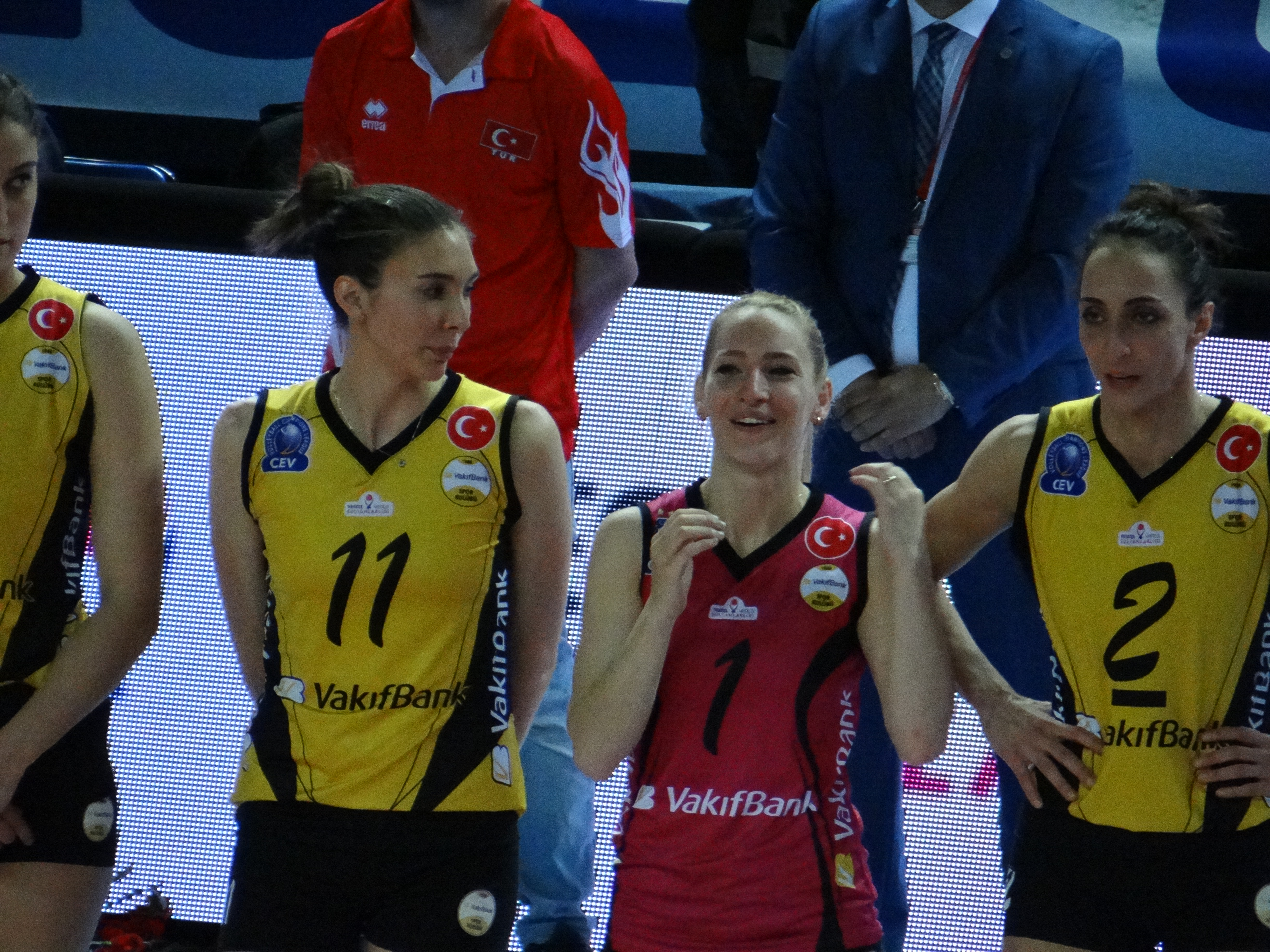
Zawodniczki VakıfBanku SK w sezonie 2017/2018 od lewej: Naz Aydemir Akyol nr 11, Hatice Gizem Örge nr 1, Gözde Sonsirma nr 2

| Nr | Imię i nazwisko      | Data ur. | Wzrost | Pozycja      |
| -- | -------------------- | -------- | ------ | ------------ |
| 1  | Hatice Gizem Örge    | 1993     | 170    | libero       |
| 2  | Gözde Sonsirma       | 1985     | 183    | przyjmująca  |
| 3  | Cansu Özbay          | 1996     | 182    | rozgrywająca |
| 5  | Zhu Ting             | 1994     | 195    | przyjmująca  |
| 6  | Kübra Caliskan       | 1994     | 197    | środkowa     |
| 7  | Kelsey Robinson      | 1992     | 188    | przyjmująca  |
| 8  | Ayşe Melis Gürkaynak | 1990     | 184    | środkowa     |
| 9  | Ayça Aykaç           | 1996     | 175    | libero       |
| 10 | Lonneke Slöetjes     | 1990     | 192    | atakująca    |
| 11 | Naz Aydemir Akyol    | 1990     | 186    | rozgrywająca |
| 14 | Melis Durul          | 1993     | 186    | atakująca    |
| 16 | Milena Rašić         | 1990     | 193    | środkowa     |
| 17 | Tuğba Şenoğlu        | 1998     | 184    | przyjmująca  |
| 18 | Zehra Güneş          | 1999     | 194    | środkowa     |

### Sezon 2016/2017

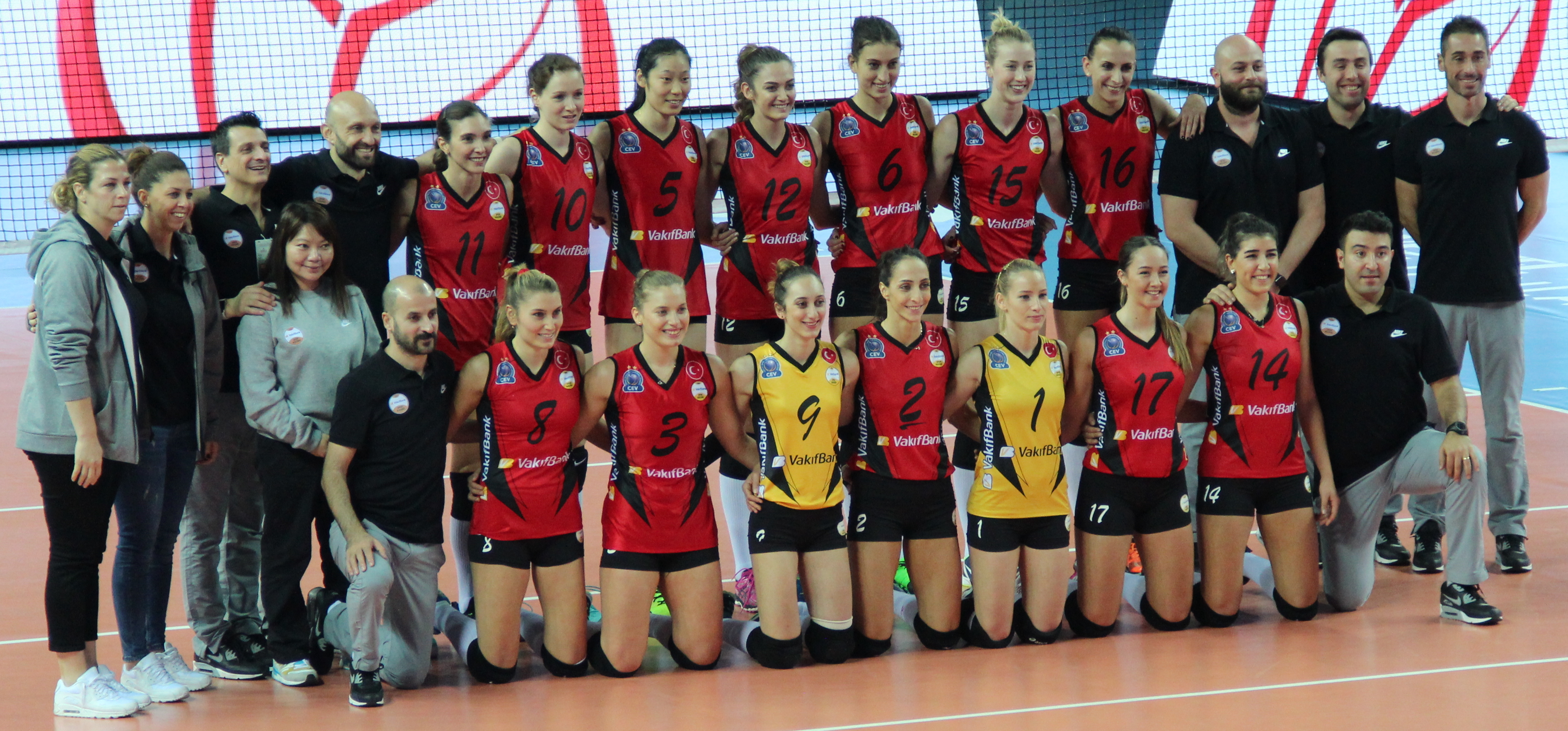
Zawodniczki VakıfBanku Stambuł w sezonie 2016/2017

| Nr | Imię i nazwisko      | Data ur. | Wzrost | Pozycja      |
| -- | -------------------- | -------- | ------ | ------------ |
| 1  | Hatice Gizem Örge    | 1993     | 170    | libero       |
| 2  | Gözde Sonsirma       | 1985     | 183    | przyjmująca  |
| 3  | Cansu Özbay          | 1996     | 182    | rozgrywająca |
| 5  | Zhu Ting             | 1994     | 195    | przyjmująca  |
| 6  | Kübra Caliskan       | 1994     | 197    | środkowa     |
| 7  | Özge Nur Yurtdagülen | 1993     | 193    | środkowa     |
| 8  | Ayşe Melis Gürkaynak | 1990     | 184    | środkowa     |
| 10 | Lonneke Slöetjes     | 1990     | 192    | atakująca    |
| 11 | Naz Aydemir Akyol    | 1990     | 186    | rozgrywająca |
| 14 | Melis Durul          | 1993     | 186    | atakująca    |
| 15 | Kimberly Hill        | 1989     | 193    | przyjmująca  |
| 16 | Milena Rašić         | 1990     | 193    | środkowa     |
| 17 | Cansu Çetin          | 1993     | 183    | przyjmująca  |
| 18 | Ayça Aykaç           | 1996     | 175    | libero       |

### Sezon 2015/2016
| Nr | Imię i nazwisko      | Data ur. | Wzrost | Pozycja               |
| -- | -------------------- | -------- | ------ | --------------------- |
| 1  | Hatice Gizem Örge    | 1993     | 170    | libero                |
| 2  | Gözde Sonsirma       | 1985     | 183    | przyjmująca           |
| 5  | Robin de Kruijf      | 1991     | 192    | środkowa              |
| 6  | Kübra Akman          | 1994     | 197    | środkowa              |
| 7  | Çağla Akın           | 1995     | 177    | rozgrywająca          |
| 8  | Ayşe Melis Gürkaynak | 1990     | 184    | środkowa              |
| 9  | Seda Aslanyürek      | 1986     | 192    | przyjmująca/atakująca |
| 10 | Lonneke Slöetjes     | 1990     | 192    | atakująca             |
| 11 | Naz Aydemir Akyol    | 1990     | 186    | rozgrywająca          |
| 12 | Anne Buijs           | 1991     | 191    | przyjmująca           |
| 13 | Sheilla Castro       | 1983     | 187    | atakująca             |
| 15 | Kimberly Hill        | 1989     | 193    | przyjmująca           |
| 16 | Milena Rašić         | 1990     | 193    | środkowa              |
| 17 | Cansu Çetin          | 1993     | 183    | przyjmująca           |
| 18 | Ayça Aykaç           | 1996     | 175    | libero                |

### Sezon 2014/2015
| Nr | Imię i nazwisko       | Data ur. | Wzrost | Pozycja      |
| -- | --------------------- | -------- | ------ | ------------ |
| 1  | Hatice Gizem Örge     | 1993     | 170    | libero       |
| 2  | Gözde Sonsirma        | 1985     | 183    | przyjmująca  |
| 3  | Gizem Karadayı        | 1987     | 178    | libero       |
| 5  | Kübra Akman           | 1994     | 197    | środkowa     |
| 7  | Çağla Akın            | 1995     | 177    | rozgrywająca |
| 9  | Ceren Kestirengöz     | 1993     | 194    | atakująca    |
| 10 | Güldeniz Paşaoğlu     | 1986     | 182    | przyjmująca  |
| 11 | Bahar Toksoy Guidetti | 1988     | 188    | środkowa     |
| 13 | Sheilla Castro        | 1983     | 187    | atakująca    |
| 14 | Elica Wasilewa        | 1990     | 194    | przyjmująca  |
| 15 | Robin de Kruijf       | 1991     | 192    | środkowa     |
| 16 | Milena Rašić          | 1990     | 193    | środkowa     |
| 17 | Naz Aydemir Akyol     | 1990     | 186    | rozgrywająca |
| 18 | Carolina Costagrande  | 1980     | 188    | przyjmująca  |

### Sezon 2013/2014

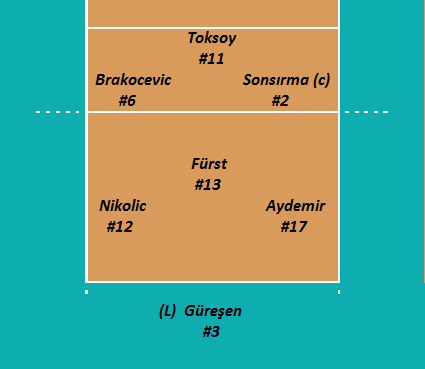
Wyjściowe ustawienie VakıfBanku SK w jednym z meczów w sezonie 2013/2014

- 1.  Hatice Gizem Örge
- 2.  Gözde Sonsirma
- 3.  Gizem Karadayı
- 4.  Sıla Çalışkan
- 5.  Kübra Akman
- 6.  Jovana Brakočević
- 8.  Ayşe Melis Gürkaynak
- 10. Güldeniz Önal
- 11. Bahar Toksoy
- 12. Jelena Nikolić
- 13. Christiane Fürst
- 14. Çağla Akın
- 16. Polen Uslupehlivan
- 17. Naz Aydemir
- 18. Carolina Costagrande

### Sezon 2012/2013
- 1.  Dilek Kınık
- 2.  Gözde Sonsirma
- 3.  Gizem Güreşen
- 4.  Sıla Çalışkan
- 5.  Ergül Avcı
- 6.  Jovana Brakočević

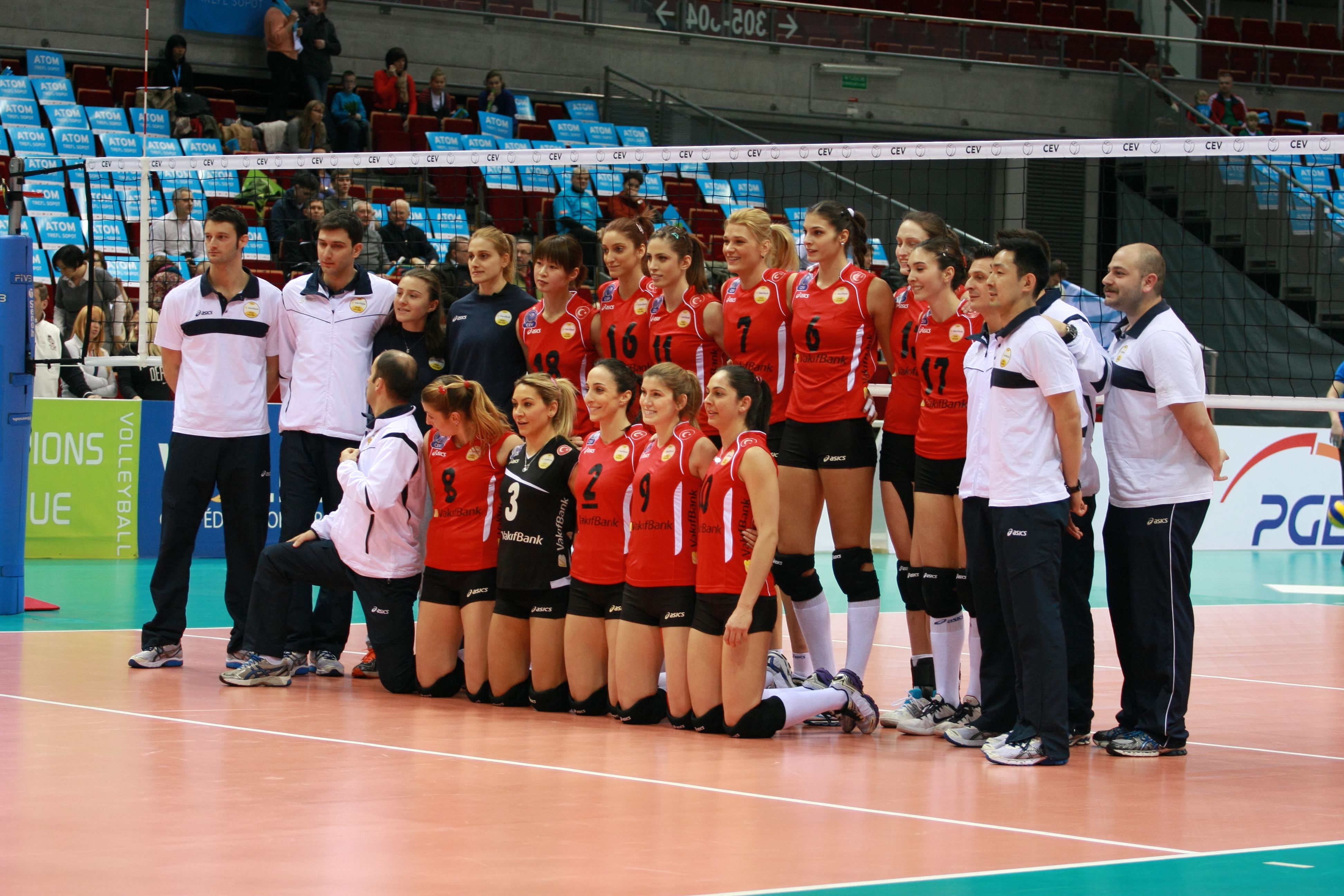
Zawodniczki VakıfBanku SK przed meczem Ligi Mistrzyń w sezonie 2012/2013 z Atomem Trefl Sopot w Ergo Arenie

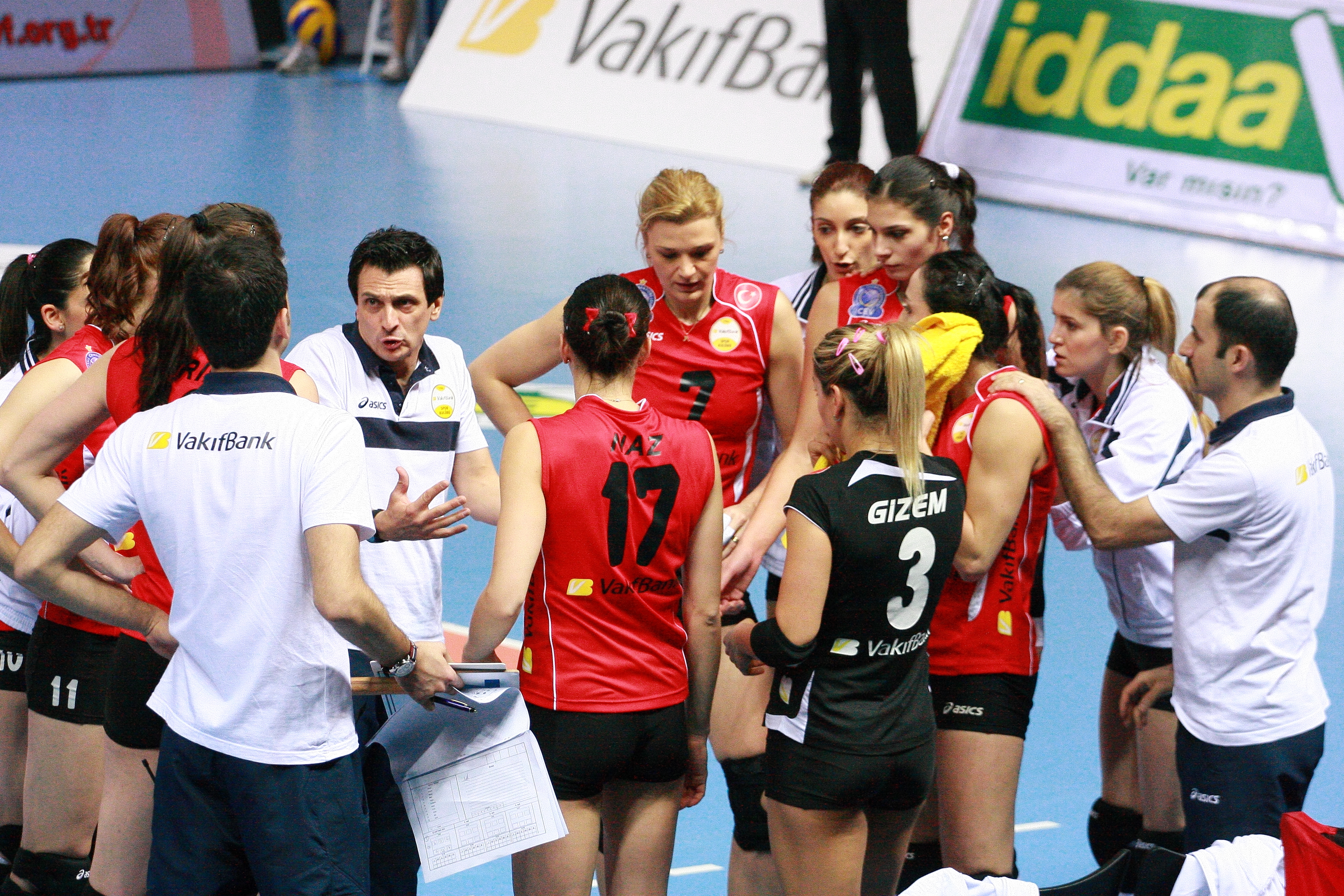
Zawodniczki VakıfBanku SK podczas przerwy w meczu Ligi Mistrzyń w sezonie 2012/2013 z Atomem Trefl Sopot w Ergo Arenie

- 7.  Małgorzata Glinka-Mogentale
- 8.  Ayşe Melis Gürkaynak
- 9.  Tuğçe Hocaoğlu
- 10. Güldeniz Önal
- 11. Bahar Toksoy
- 13. Christiane Fürst
- 16. Polen Uslupehlivan
- 17. Naz Aydemir
- 18. Saori Kimura

### Sezon 2011/2012
Trener:  Giovanni Guidetti
Vakıfbank Güneş Sigorta Türk Telekom Bayan Voleybol Takımı